# Diplotaxis à feuilles étroites
Ne doit pas être confondu avec Roquette (plante).
Diplotaxis tenuifolia
Espèce
Classification phylogénétique
La Diplotaxis à feuilles étroites, Roquette sauvage ou Roquette jaune (Diplotaxis tenuifolia), est une espèce de plante à fleurs de la famille des Brassicacées (ou Crucifères). C'est une espèce de plante comestible

## Habitat
Elle pousse dans les endroits en friche, en particulier au bord des rivières et de la mer et même aussi sur le béton.

## Répartition
Europe centrale et méridionale ; Asie occidentale. L'aire de répartition est en extension.

## Description

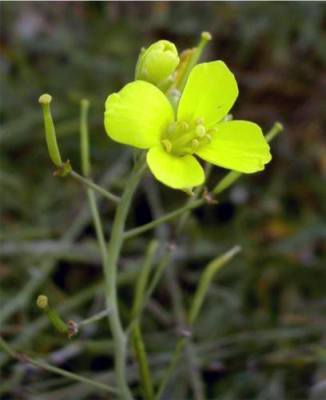
Fleur.

Cette diplotaxe est une plante herbacée à feuilles généralement pennatilobées, ayant comme toutes les crucifères des fleurs à quatre sépales, quatre pétales et six étamines. Les fleurs sont jaunes. Les fruits sont des siliques déhiscentes, minces, terminées par un court bec, avec des valves à nervure médiane marquée. Les graines sont disposées sur deux rangs dans le fruit, d'où le nom grec de Diplotaxis (= double ordre). Les racines pivotantes sont particulièrement développées.

### Caractéristiques
Organes reproducteurs
- Couleur dominante des fleurs : jaune
- Période de floraison : juin-octobre
- Inflorescence : racème simple
- Sexualité : hermaphrodite
- Pollinisation : entomogame

Graine
- Fruit : silique
- Dissémination : barochore

Habitat et répartition
- Habitat type : friches vivaces rudérales pionnières, mésoxérophiles, médioeuropéennes, thermophiles
- Aire de répartition : européen méridional.

Données d'après : Julve, Ph., 1998 ff. - Baseflor. Index botanique, écologique et chorologique de la flore de France. Version : 23 avril 2004.

## Usage
Tout comme la roquette (Eruca sativa), la roquette jaune peut être utilisée en cuisine pour relever plats ou salades et leur apporter une saveur piquante.